# Португалия на летних Олимпийских играх 1960
Португалия принимала участие в Летних Олимпийских играх 1960 года в Риме (Италия) в десятый раз за свою историю, и завоевала одну серебряную медаль.

## Серебро
Парусный спорт, мужчины — Хосе Куина и Марио Куина.